# Casalromano
Casalromano är en ort och kommun i provinsen Mantua i regionen Lombardiet i Italien. Kommunen hade 1 513 invånare (2018).